# Бернхардт, Кёртис
Кёртис Бернхардт (англ. Curtis Bernhardt, имя при рождении — нем. Kurt Bernhardt) (15 апреля 1899 года — 22 февраля 1981 года) — немецкий кинорежиссёр, с 1940 года работавший в Голливуде, «где создал себе репутацию „женского режиссёра“ с редкими забегами в жанр саспенса».
Бернхардт начал режиссёрскую карьеру в Германии, после 1933 года ставил фильмы во Франции и Англии, а затем переехал в Голливуд, где с 1940 года стал работать на студии «Уорнер бразерс». «То, что Кёртис Бернхардт сравнительно мало известен, связано с тем, что он поставил свой первый голливудский фильм только в 1940 году, когда ему был 41 год». Кинокритик Хэл Эриксон отмечает, что "некоторые восхваляли американские фильмы немецкого режиссёра Кёртиса Бернхардта как «женские фильмы»; другие высмеивали их как «плаксивые».
К числу лучших голливудских фильмов Бернхардта относятся мелодрамы «Украденная жизнь» (1946) и «Оплата по требованию» (1951) с Бетт Дейвис, «Моя репутация» (1946) с Барбарой Стэнвик, «Голубая вуаль» (1951) с Джейн Уаймен, а также фильмы нуар «Конфликт» (1945) с Хамфри Богартом, «Одержимая» (1947) с Джоан Кроуфорд и «Высокая стена» (1947) с Робертом Тейлором.
Бернхард снял четырёх актрис в ролях, за которые они были удостоены номинаций на Оскар: Джоан Кроуфорд — в фильме «Одержимая» (1947), Джейн Уаймен — в фильме «Голубая вуаль» (1951), Джоан Блонделл — роль второго плана в фильме «Голубая вуаль» (1951) и Элинор Паркер — в фильме «Прерванная мелодия» (1955).

## Жизнь и карьера в Европе
Кёртис Бернхардт (имя при рождении — Курт Бернхардт) родился 15 апреля 1899 года в городе Вормс, Германия, в еврейской семье. Получив актёрское образование в Государственной школе драматических искусств во Франкфурте-на-Майне, Бернхардт работал театральным актёром и продюсером в Берлине, а в 1926 году обратился к кинорежиссуре с фильмом «Сирота из Ловуда» (1926), которая представляла собой немецкую киноверсию романа Шарлотты Бронте «Джейн Эйр». В 1929 году Бернхардт поставил первый звуковой фильм студии «УФА», драму «Последняя рота», действие которой происходит во время Первой мировой войны.
В течение многих лет Бернхардт работал в Германии, «однако его еврейское происхождение к 1933 году сделало его жизнь там невозможной — он был арестован Гестапо и совершил отчаянный подпольный побег во Францию».
Уехав из Германии после прихода Гитлера к власти, Бернхардт ставил фильмы во Франции и Англии. Одной из лучших его европейских картин стала криминальная драма «Перекрёсток» (1938), герой которой потерял память после контузии во время Первой мировой войны. Получив новое имя, он вырос в крупного предпринимателя и уважаемого члена общества, однако двадцать лет спустя его обвинили в том, что в прошлом он был гангстер, которого разыскивает полиция. Фильм произвёл настолько сильное впечатление, что на него было сделано два ремейка: «Ботинки мертвеца» (1940) — в Великобритании и «Перекрёсток» (1942) — в США на студии «Метро-Голдвин-Майер». Когда Европа стала погружаться в войну, в 1939 году Бернхардт уехал в Америку.

## Работа в Голливуде в 1940-е годы
Несмотря на недостаточно хорошее знание английского языка, в 1940 году Бернхардту предложили семилетние контракты как студия «Уорнер бразерс», так и «Метро-Голдвин-Майер». Большинство эмигрантов выбрали бы предложение «MGM», которая считалась самой утончённой среди киностудий, но Бернхардт пошёл на «Уорнер», студию, известную своим крутым реализмом.
Голливудская карьера Бернхардта началась с музыкальной комедии «Любовь вернулась ко мне» (1940) с Оливией де Хэвиллэнд, которая привлекла к нему позитивный интерес. На студии «Уорнер» Бернхардт работал со многими знаменитыми актрисами, в частности, он снял Мириам Хопкинс в мелодраме «Дама с рыжими волосами» (1940), Оливию де Хэвиллэнд и Айду Лупино — в исторической драме «Преданность» (1946) о сёстрах Бронте, Барбару Стэнвик — в мелодраме «Моя репутация» (1946), Бетт Дейвис — в мелодраме «Украденная жизнь» (1946). В 1945 году Бернхардт поставил свой первый фильм нуар «Конфликт» (1945) с Хамфри Богартом в главной роли, за ним последовала нуаровая психиатрическая мелодрама «Одержимая» (1947) с Джоан Кроуфорд.
В 1947 году контракт Бернхардта со студией «Уорнер» истёк, после чего он ненадолго перебрался на студию «Метро-Голдвин-Майер». «По иронии судьбы, он затем с удовольствием вспоминал производственные методы сборочного конвейера на „Уорнер“ по сравнению с днями на „MGM“, где он чувствовал себя вынужденным подчиняться прихотям звёзд и служить под диктовку шефа студии Луиса Б. Майера». Бернхардту удалось поставить два более или менее приличных фильма за время короткого пребывания на «MGM»: нуаровую «саспенс-драму „Высокая стена“ (1947), один из лучших фильмов Роберта Тейлора средней части его карьеры, и мелодраму „Доктор и девушка“ (1949) с участием привлекательного Гленна Форда».

## Работа в Голливуде в 1950-е годы
В 1950 году на один фильм Бернхардт перебрался на студию «Коламбиа», сняв во второй раз Богарта в «безнадёжном» романтическом боевике «Сирокко» (1951), действие которого происходит в 1925 году в Дамаске.
Вскоре Бернхардт ненадолго перешёл на студию «РКО Радио Пикчерс», «которая вступила в своё последнее хаотичное десятилетие». Там он снял Джейн Уаймен в достаточно успешной мелодраме «Голубая вуаль» (1951), ремейке одноимённого французского фильма 1942 года. В 1952 году на студии «Метро-Голдвин-Майер» он снял Лану Тёрнер мюзикле «Весёлая вдова» (1952), в основу которого была положена одноимённая оперетта Легара. Затем, в 1953 году на студии «Коламбиа» он снял Риту Хейворт и Хосе Феррера в музыкальной мелодраме «Мисс Сэди Томпсон» (1953).
После непродолжительной режиссёрской работы в Европе в начале 1960-х годов, Бернхардт выступил продюсером и режиссёром своей последней голливудской картины «Поцелуй для моего президента» (1964) о первой женщине-руководителе крупной корпорации с участием Полли Берген и Фреда Макмюррея.
В середине 1960-х годов Бернхардт ушёл на пенсию по состоянию здоровья. Кёртис Бернхардт умер в 1981 году в своём доме в Пасифик Пэлисейдс, штат Калифорния.

## Фильмография
- 1926 — Мучения ночи / Torments of the Night (как Курт Бернхардт)
- 1926 — Сирота из Ловуда / Orphan of Lowood (как Курт Бернхардт)
- 1927 — Детская душа жалуется / Kinderseelen klagen euch an (как Курт Бернхардт)
- 1927 — Девушка с пятью нулями / Das Mädchen mit den fünf Nullen (как Курт Бернхардт)
- 1928 — Король мошенников / The Prince of Rogues (как Курт Бернхардт)
- 1929 — Последний форт / The Last Fort (как Курт Бернхардт)
- 1929 — Женщина, которая желанна / The Woman One Longs For (как Курт Бернхардт)
- 1930 — Человек, который убийца / L’homme qui assassina (как Курт Бернхардт)
- 1930 — Последняя рота / The Last Company (как Курт Бернхардт)
- 1932 — Бунтарь / The Rebel (как Курт Бернхардт)
- 1933 — Туннель / Le tunnel (как Курт Бернхардт)
- 1934 — Золото на улице / L’Or dans la rue
- 1937 — Мой любимый бродяга / Le vagabond bien-aimé (как Курт Бернхардт)
- 1938 — Перекрёсток / Carrefour (как Курт Бернхардт)
- 1940 — Ночь в декабре / Night in December (как Курт Бернхардт)
- 1940 — Любовь вернулась ко мне / My Love Came Back (как Курт Бернхардт)
- 1941 — Дама с рыжими волосами / Lady with Red Hair (как Курт Бернхардт)
- 1941 — Девушка на миллион / Million Dollar Baby
- 1945 — Конфликт / Conflict
- 1946 — Преданность / Devotion
- 1946 — Украденная жизнь / A Stolen Life
- 1946 — Моя репутация / My Reputation
- 1947 — Высокая стена / High Wall
- 1947 — Одержимая / Possessed
- 1949 — Доктор и девушка / The Doctor and the Girl
- 1951 — Сирокко / Sirocco
- 1951 — Оплата по требованию / Payment on Demand
- 1951 — Голубая вуаль / The Blue Veil
- 1952 — Весёлая вдова / The Merry Widow
- 1953 — Мисс Сэди Томпсон / Miss Sadie Thompson
- 1954 — Красавчик Браммелл / Beau Brummell
- 1955 — Прерванная мелодия / Interrupted Melody
- 1956 — Габи / Gaby
- 1960 — Стефани в Рио / Stefanie in Rio
- 1962 — Дамон и Пифий / Il tiranno di Siracusa
- 1964 — Поцелуи для моего президента / Kisses for My President